# داكوتارابتور
الداكوتاراپتور (Dakotaraptor) هو جنس آكل للحوم من ديناصورات الدرومايوصوريات الثيروپودية عاش خلال العصر الطباشيري في أمريكا الشمالية. تم العثور على الحفريات الأولى له في داكوتا الجنوبية في سنة 2005. وفي 2015 تمت تسميته باسم الداكوتاراپتور والذي يعني (غانم داكوتا).